# 高井田ラーメン

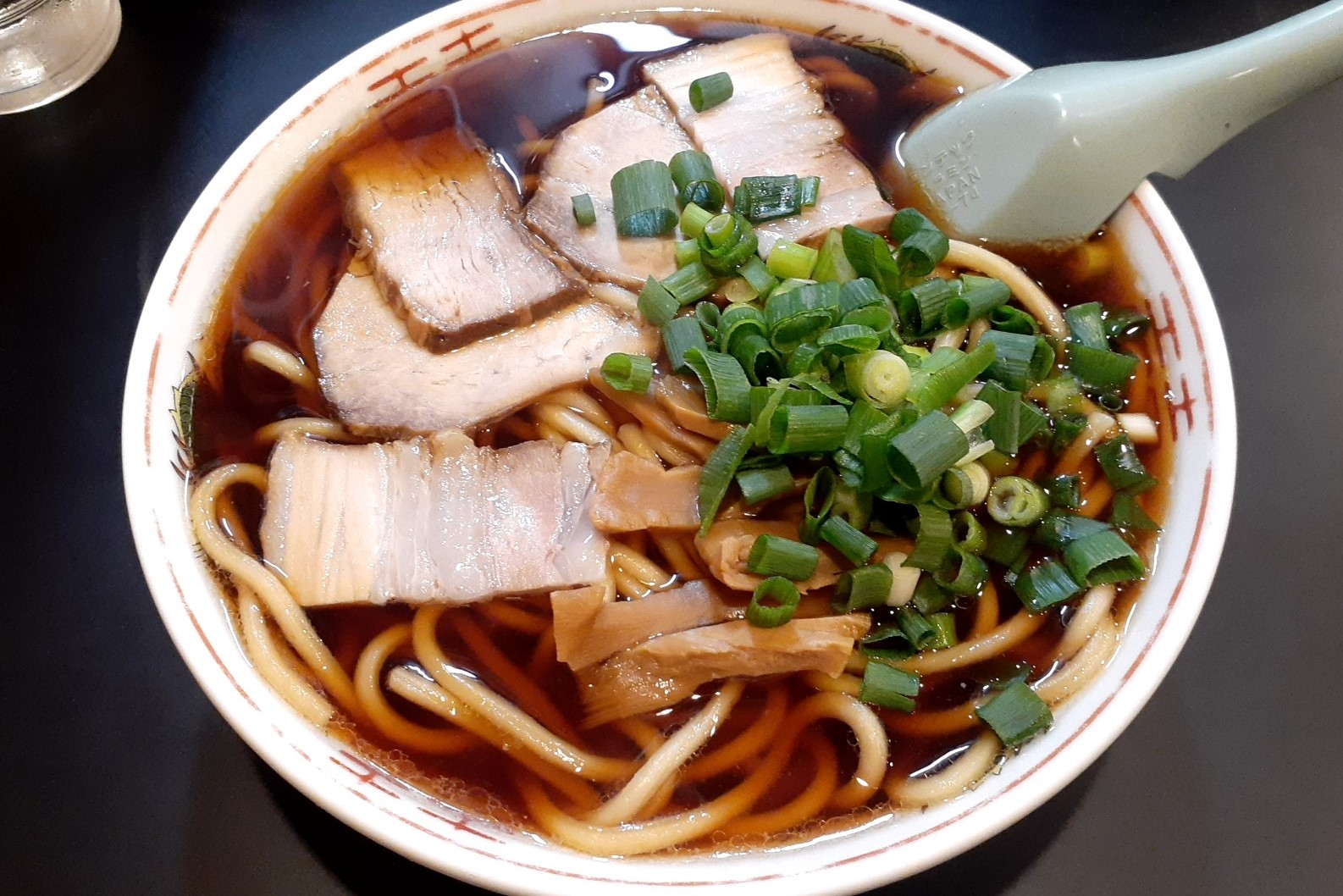
高井田ラーメン（「中華そば さるぱぱ」（東大阪市））

高井田ラーメン（たかいだラーメン）は、大阪府大阪市東成区から東大阪市にかけての「高井田地域」で食べられているラーメン。
大崎裕史は『大阪には、「ご当地ラーメン」と呼ばれるものは基本的にはない』と前置きした上で、高井田ラーメン（以下、「高井田系」）を「プチご当地ラーメン」として分類をしている。

## 概要
「高井田」は東大阪市の地名である。「高井田系」の元祖とされる店や有名な別の店は大阪市になるのだが、この店の系統が「高井田系」と呼ばれている。
特徴としては、「細めのうどん」にも例えられるような極太ストレート丸麺に真っ黒い醤油スープのラーメンである。真っ黒いスープのラーメンは他の地域にもあり色の割にあっさりしたスープが多いが、「高井田系」のスープはとても濃い。
大阪市の東部や東大阪市は昔から町工場が多い地域であり、そこで働く工場労働者に塩分の多い濃厚醤油味が受けたのではないかと推測されている。併せて、モチモチとして食べ応えがあり、腹持ちのよい極太麺と値段の安さも工場労働者に受けた理由であろう。
「高井田系」の店は朝8時から営業していることが多いのも特徴で、「おはようラーメン」、「朝ラー」などとも呼ばれている。これも、夜勤明けの工場労働者にラーメンを提供していたのが始まりと言われており、「高井田系」が地元の町工場工員たちの腹を満たす存在として親しまれてきたことによるものである。
逆に、街の文化から生まれた地ラーメンというべき物で地域おこし的な動きが無かったために日本全国に広まることもなく、高井田地域は大阪の中心街から離れていて観光エリアでもないため観光客も訪れず、一部のラーメンフリークにとって「知る人ぞ知る」的なラーメンであった。

## 代表的な店舗
光洋軒
大阪市東成区のラーメン店。特濃鶏ガラ醤油スープ。
「高井田系」の元祖とされる。
住吉
大阪市東成区のラーメン店。「光洋軒」の並びにあり、距離も徒歩50歩くらい。スープは光洋軒のものよりやや薄く好みが別れるところ。
「高井田系」の代表的な店。
麺屋7.5Hz
「高井田系」の知名度を上げる役割を果たした店。
フランチャイズ展開をしており梅田や天王寺、兵庫県西宮市などにも出店している。高井田地区周辺以外の関西人に「高井田系」を知らしめることになった。
かつては、新橋 (東京都港区)に支店を出店していたこともある。

## 新・高井田系ラーメン
前述の「光洋軒」や「住吉」の近くに居住していた、働いていた、あるいは製麺にと長年に渡って「高井田系」に関わっていた人が「昔から食べていたあのラーメンを再現したい」と店を立ち上げたもの。
「高井田系」ではあるが、無化調を売りにしている店もある。

## 名称の由来
近鉄の布施駅（東大阪市）から商店街を抜けて出てきた交差点（大阪市と東大阪市の境界線でもある）は「高井田交差点」と呼ばれている。
前述の老舗の店2軒の間にある大阪市内のバス停が「高井田」（大阪シティバス高井田停留所）であることからではないかと大崎は推測している。